# 早坂瑠花
早坂 瑠花（はやさか るか、2001年10月29日 - ）は、日本のアイドル、歌手、ダンサー。激情型ロックアイドル「AKIARIM」のメンバー。AKIARIMでは「Ruka」として活動している。
東京都出身、血液型はA型。さそり座。エコーズエンタテイメント所属。

## 略歴
高校在学中はGacharic Spinのサポートダンサーとして活動、
高校卒業直前の2020年2月激情型ロックアイドル「AKIARIM」に加入。2020年3月に高校卒業。
また、AKIARIMでの活動以前には、アイドルグループ「メトロポリス」および「少女交響曲〜Girls Symphony〜」に所属し、主にライブ出演などを行っていた。
ジュニアグラビアアイドルとしても活動し、商業リリースされたイメージDVDを複数発表している。

## 人物・エピソード
尊敬・憧れ：Gacharic Spin、浅田真央、小松菜奈
好きな曲：Smells Like Teen Spirit（Nirvana） 
好きなもの：しんちゃん、ピアノ、ギター、パソコン、ロングワンピ、もずく、梅、太陽の光 
嫌いなもの：注射、カラスにつつかれること、超激辛料理、お化け
Gacharic Spinのサポートダンサーとして活動後、2020年AKIARIMに参加。
AKIARIMでは最年少だが、その長身と大人びた雰囲気から他メンバーより年上と思われることがある。
ライブでは長身を活かしたダイナミックなダンスが持ち味。
長い黒髪。主にポニーテールにしていることが多い。
事務所の方針でSNSでリプライはしていない。が、Twitterでのみ毎月29日だけは自身の誕生日にちなんで特別に「肉の日リプ返Day」を行っている。
動物で言うとミーアキャットに似ている。
多種の楽器経験有り。ライブなどで披露したことがあるのはエレキギター、アコースティックギター、ピアノ。他にクラリネットやドラムも扱える。
中学では吹奏楽部に所属していた。
思慮深く沈思黙考タイプ。ときどき考えすぎて話の流れに乗り遅れることがある。
2021年2月13日、AKIARIMで自身初の作詞曲『NEXTORY』を披露。2021年4月29日に6ヵ月連続配信シングルとしてリリース。
気持ちを表現した独自の言葉を造る。
アリアリガトーショコラ、など。

## 活動
現在はAKIARIMに専念している為、以下はRukaとして関わっている活動を記載。
2020年は3月から定期配信ライブ（2020/12/25の配信で定期は終了している、次回は未定）を行いつつ、8月のデビューライブからは動員ライブも多数行っている。（2021年1月現在）
2021年1月末から1st東名阪ツアーを開催予定（→延期）、3月以降に振り替え公演予定。
ラジオレギュラー番組「AKIARIM の ALL IS WELL」（AKIARIMの4人がメインパーソナリティ、6人になってからはランダムで3人がパーソナリティを担当）
2021年5月18日、[アイドル酔いどれ歌合戦]（Ruka&Chinatsuの二名によるギター弾き語り）（新宿ANTIKNOCK）出演、AKIARIMの楽曲「FLOWER」を弾き語りVerで披露。

## AKIARIM
所属グループ。
2020年2月24日結成。
2019年12月で活動休止となった「FLOWLIGHT」の新体制として活動を始める。
詳細は「AKIARIM」を参照。

## 映像作品

### イメージDVD
- 『青春の坂道』（2016年11月25日、EIC-BOOK）[3]
- 『南風浪漫』（2018年4月25日、EIC-BOOK）[4]
- 『オパールの純真』（2018年10月25日、EIC-BOOK）[4]
- 『楽園ニ咲ク』（2019年5月25日、EIC-BOOK）[4]
- 『もうすぐ、春ですね。』（2019年12月25日、EIC-BOOK）[4]
- 『テイクオフLOVE』（2020年3月25日、EIC-BOOK）[4]